# 2009–2010-es olasz labdarúgókupa
Az olasz kupa 63. kiírása. A döntőt a Stadio Olimpicoban játszották.
A tornán 20 első osztályú, 22 másodosztályú, 25 harmadosztályú, 6 negyedosztályú valamint 5 ötödosztályú csapat vett részt.
A címvédő Lazio a negyeddöntőben búcsúzott a kupától, miután a Fiorentina ellenében maradt alul 3–2-re. A győztes az Internazionale lett, mely csapatnak ez volt a 6. sikere. A döntőben a fővárosi Roma együttesét múlták felül. 6 éven belül ötödször találkozott ez a két csapat a döntőben melyből három alkalommal győztek a milánóiak. A mérkőzés egyetlen gólját a csapat gólkirálya Diego Milito szerezte.

## Eredmények

### Első forduló
| 1. csapat       | Eredmény       | 2. csapat            |
| --------------- | -------------- | -------------------- |
| Pro Patria      | 4–0            | Gela                 |
| Cavese          | 2–2 (Te.: 3-4) | Varese               |
| SPAL            | 2–1            | Como                 |
| Ravenna         | 3–2            | Giulianova           |
| Arezzo          | 2–0            | Castellarano         |
| Benevento       | 3–1            | Prato                |
| Rimini          | 1–2 (hu.)      | Vico Equense         |
| Pergocrema      | 0–1            | Figline              |
| Taranto         | 1–3            | Cosenza              |
| Novara          | 1–0            | Pescina VG           |
| Ternana         | 3–2            | Renate               |
| Perugia         | 1–0            | Nocerina             |
| Lumezzane       | 3–0            | Fano                 |
| Foggia          | 3–1            | Viterbese            |
| Real Marcianise | 0–2            | Alessandria          |
| Spezia          | 0–1 (hu.)      | Verona               |
| Cremonese       | 2–0            | Chioggia Sottomarina |
| Reggiana        | 4–0            | Sansepolcro          |

### Második forduló
A fordulóban csatlakozó csapatok: AlbinoLeffe, Ancona, Ascoli, Brescia, Cesena, Cittadella, Crotone, Empoli, Frosinone, Gallipoli, Grosseto, Lecce, Mantova, Modena, Padova, Piacenza, Reggina, Salernitana, Sassuolo, Torino, Triestina, Vicenza.
| 1. csapat   | Eredmény       | 2. csapat    |
| ----------- | -------------- | ------------ |
| Mantova     | 3–1            | Pro Patria   |
| Frosinone   | 1–1 (Te.: 5-4) | Varese       |
| SPAL        | 3–1 (hu.)      | AlbinoLeffe  |
| Brescia     | 1–0            | Ravenna      |
| Reggina     | 3–0            | Arezzo       |
| Salernitana | 1–0            | Benevento    |
| Cittadella  | 2–0            | Padova       |
| Ascoli      | 3–1            | Crotone      |
| Lecce       | 4–0            | Vico Equense |
| Torino      | 1–0            | Figline      |
| Grosseto    | 3–2            | Cosenza      |
| Modena      | 2–2 (Te.: 4-6) | Novara       |
| Cesena      | 2–2 (Te.: 5-4) | Ternana      |
| Ancona      | 1–0            | Perugia      |
| Lumezzane   | 6–0            | Gallipoli    |
| Triestina   | 1–0 (hu.)      | Foggia       |
| Sassuolo    | 2–0            | Alessandria  |
| Piacenza    | 1–3            | Verona       |
| Vicenza     | 1–2            | Cremonese    |
| Empoli      | 2–0            | Reggiana     |

### Harmadik forduló
A fordulóban csatlakozó csapatok: Atalanta, Bari, Bologna, Cagliari, Catania, Chievo, Livorno, Napoli, Palermo, Parma, Sampdoria, Siena.
| 1. csapat  | Eredmény       | 2. csapat   |
| ---------- | -------------- | ----------- |
| Chievo     | 3–0            | Mantova     |
| Bologna    | 0–0 (Te.: 6-7) | Frosinone   |
| Palermo    | 4–2            | SPAL        |
| Brescia    | 0–1            | Reggina     |
| Napoli     | 3–0            | Salernitana |
| Cittadella | 2–1 (hu.)      | Ascoli      |
| Sampdoria  | 6–2            | Lecce       |
| Livorno    | 2–0            | Torino      |
| Siena      | 2–0            | Grosseto    |
| Parma      | 1–2            | Novara      |
| Cesena     | 0–1            | Atalanta    |
| Ancona     | 2–3            | Lumezzane   |
| Triestina  | 1–0            | Cagliari    |
| Sassuolo   | 2–0            | Verona      |
| Catania    | 1–0            | Cremonese   |
| Bari       | 1–1 (Te.: 4-5) | Empoli      |

### Negyedik forduló
| 1. csapat | Eredmény | 2. csapat  |
| --------- | -------- | ---------- |
| Chievo    | 2–0      | Frosinone  |
| Palermo   | 4–1      | Reggina    |
| Napoli    | 1–0      | Cittadella |
| Sampdoria | 1–2      | Livorno    |
| Siena     | 0–2      | Novara     |
| Atalanta  | 0–1      | Lumezzane  |
| Triestina | 1–0      | Sassuolo   |
| Catania   | 2–0      | Empoli     |

### Nyolcaddöntő
A fordulóban csatlakozó csapatok: Fiorentina, Genoa, Internazionale, Juventus, Lazio, Milan, Roma, Udinese.
| 1. csapat      | Eredmény | 2. csapat |
| -------------- | -------- | --------- |
| Fiorentina     | 3–2      | Chievo    |
| Lazio          | 2–0      | Palermo   |
| Juventus       | 3–0      | Napoli    |
| Internazionale | 1–0      | Livorno   |
| Milan          | 2–1      | Novara    |
| Udinese        | 2–0      | Lumezzane |
| Roma           | 3–1      | Triestina |
| Genoa          | 1–2      | Catania   |

### Negyeddöntő
| 1. csapat      | Eredmény | 2. csapat |
| -------------- | -------- | --------- |
| Fiorentina     | 3–2      | Lazio     |
| Internazionale | 2–1      | Juventus  |
| Milan          | 0–1      | Udinese   |
| Roma           | 1–0      | Catania   |

### Elődöntő
| 1. csapat      | Eredmény | 2. csapat  | 1. mérk. | 2. mérk. |
| -------------- | -------- | ---------- | -------- | -------- |
| Internazionale | 2–0      | Fiorentina | 1–0      | 1–0      |
| Roma           | 2–1      | Udinese    | 2–0      | 0–1      |

### Döntő
| 2010. május 5. 20:45 (CEST) | Internazionale | 1 – 0 | Roma | Stadio Olimpico, Róma Játékvezető: Nicola Rizzoli |
| 2010. május 5. 20:45 (CEST) | Milito 39'     | (1–0) |      | Stadio Olimpico, Róma Játékvezető: Nicola Rizzoli |

| A 2009–2010-es olasz labdarúgókupa győztese: |
| -------------------------------------------- |
| Internazionale 6. cím                        |

## Lásd még
Serie A 2009–2010

Serie B 2009–2010